# إيرل دبليو. فنسنت
إيرل دبليو. فنسنت (بالإنجليزية: Earl W. Vincent)‏ هو قاضي ومحامي وسياسي أمريكي، ولد في 27 مارس 1886 في مقاطعة واشنطن في الولايات المتحدة، وتوفي في 22 مايو 1953. حزبياً، نشط في الحزب الجمهوري. وقد انتخب عضو مجلس نواب ولاية ايوا وانتخب عضو مجلس النواب الأمريكي.